# Francisco Méndez Aspe
Francisco Méndez Aspe (Turón, Pantón, Lugo, 1892 - Ciudad de México, 1958) fue un economista y político español, miembro de Izquierda Republicana, ministro de Hacienda y Economía de la República Española durante el segundo gobierno de Juan Negrín, al que siguió en el exilio (5 de abril de 1938 - 17 de agosto de 1945).
Como director general del Tesoro primero, dirigió las operaciones del traslado a Francia del llamado Oro de París, así como del llamado Oro de Moscú a la Unión Soviética, además de la incautación de una cantidad indeterminada de bienes privados depositados en el Banco de España, así como en las cajas de alquiler, depósitos de la banca privada y patrimonio incautado al Ministerio del Cultura. Como ministro de Hacienda se encargó de la gestión de fondos obtenidos mediante tales operaciones, y, ya en el exilio, del Servicio de Evacuación de Refugiados Españoles, tareas que desempeñó con una opacidad y un descontrol notorios en opinión del anarquista Francisco Olaya Morales, mientras que el historiador Enrique Moradiellos considera que Méndez Aspe y sus subordinados del Ministerio de Hacienda ejercieron —a través de una minuciosa contabilidad— un «digno y eficiente control» sobre las finanzas republicanas oficiales a pesar de las dificultades existentes.

## Vida

### Inicios de su carrera
Méndez Aspe ocupó diversos puestos en la administración del Estado dentro del Ministerio de Hacienda durante la Segunda República. En 1932 era jefe de administración del Cuerpo Pericial de Contabilidad del Estado, siendo nombrado ese año delegado de la Intervención General de la Administración del Estado en el Consejo para la explotación del patrimonio de la República. Tras las elecciones de febrero de 1936, fue nombrado director general del Timbre, Cerillas y Explosivos y representante del Estado en la Compañía Arrendataria de Tabacos. Con la llegada al Ministerio de Hacienda de Enrique Ramos Ramos en el primer gobierno de Santiago Casares Quiroga, Aspe fue nombrado subsecretario de Hacienda (19 de mayo de 1936), cargo que continuó ocupando en el gobierno José Giral con Ramos de ministro, ya comenzada la Guerra Civil. El 16 de junio fue nombrado también consejero de la CAMPSA. Con la llegada al ministerio de Juan Negrín en el primer gobierno de Largo Caballero, Méndez Aspe fue nombrado director general del Tesoro y Seguros (16 de septiembre de 1936), para volver a la subsecretaría del Ministerio de Hacienda en mayo de 1937, tras la llegada de Negrín a la presidencia del Consejo de Ministros ocurrida tras las Jornadas de mayo de 1937. Una de las razones iniciales de Negrín para mantener a Méndez Aspe dentro de su equipo de confianza fue garantizar un contacto estrecho con los líderes de Izquierda Republicana, Azaña y Giral Mucho más tarde, recién terminada la Guerra y con las relaciones entre Azaña y Negrín rotas, Azaña -por entonces Presidente de la República- describiría a Méndez Aspe en su correspondencia con Carlos Esplá como "la expresión típica del negrinismo subalterno y doméstico", considerándole morfinómano e incapaz.

### El comienzo de la Guerra Civil y el Oro de Moscú
Desde el comienzo de la Guerra Civil, Méndez Aspe estuvo involucrado en las operaciones de venta de las reservas de oro del Banco de España (BdE) para allegar armas y municiones para la defensa de la República. Ya en julio de 1936 acompañó al ministro de Hacienda, Enrique Ramos, a París, para hacer las gestiones necesarias para la venta de la primera partida de oro. Tras la llegada de Negrín al Ministerio de Hacienda, y junto a Jerónimo Bugeda, subsecretario de Hacienda, se encargó de redactar los decretos que Negrín presentaría al presidente de la República, Manuel Azaña, permitiendo al gobierno, en tiempo de guerra, apropiarse de bienes privados y controlar la banca privada. Como director general del Tesoro, Méndez Aspe estableció, junto con el propio Negrín y Amaro del Rosal, el plan para el traslado de las reservas restantes desde la sede del Banco de España en Madrid a Cartagena en septiembre de 1936 (el que sería conocido como "Oro de Moscú"), dirigiendo la operación de traslado y su embarque hacia la Unión Soviética. Según el agente del NKVD encargado del traslado del Oro de Moscú, Alexander Orlov, "La salud de Méndez Aspe era algo muy serio. Era un hombre muy nervioso."
Además, en aplicación de los decretos del 3 y el 10 de octubre de 1936 (que exigían la entrega del oro, divisas y valores extranjeros "a toda persona, individual o colectiva", en un plazo de siete días), se encargó de la incautación de una cantidad indeterminada de bienes privados depositados en cajas de seguridad en el BdE el 6 de noviembre de 1936, antes de la huida del gobierno de Madrid a Valencia, y de su traslado a Valencia. El contenido de las cajas de seguridad quedó en manos de la Caja General de Reparaciones y no fue trasladado a Valencia hasta principios de diciembre.

### Ministro de Hacienda
Fue nombrado ministro de Hacienda el 5 de abril de 1938, cuando la dimisión de Indalecio Prieto forzó una crisis de gobierno, obligando a Negrín a hacerse cargo además de la cartera de Defensa. Amigo y hombre de la máxima confianza de Negrín, fue considerado como un verdadero hombre de paja, "ni más ni menos que un devoto secretario de despacho del doctor Negrín". En efecto, aunque Méndez Aspe ocupó la cartera de Hacienda, fue Negrín quien realmente siguió llevando la dirección del departamento,
En mayo de 1938, Méndez Aspe creó una comisión especial de Hacienda en la embajada de España en París, presidida por el embajador, Marcelino Pascua. En febrero de 1939, los recursos allegados por la comisión (empresas creadas para el suministro a la República, bienes incautados por la Caja General de Reparaciones, partidas adquiridas anteriormente, recursos de la Comisión de Compras de Armamento, y otros de diversa procedencia) comenzaron a venderse y a trasferirse a personas de confianza de Negrín, ante el temor de que el reconocimiento del gobierno franquista por parte de Francia permitiese al gobierno de Burgos controlarlos.
El efectivo fue transferido a cuentas particulares a nombre de hombres de confianza de Negrín: 3.882 millones de pesetas, incluyendo una partida de 480 millones para él mismo. Su amante, Pilar Lubián, fue "administradora extraordinaria de grandes recursos de la República", según testimonio de Indalecio Prieto. Según el propio Méndez Aspe, su propósito era constituir un fondo de reserva para "hacer frente al porvenir y gastos emigración". Abdón Mateos reduce esos 3.900 millones de pesetas a ocho millones de dólares de la época. Puesto que el tipo de cambio en 1939 era de 9,4 pesetas por dólar, la equivalencia real sería de 412 millones de dólares.
Los bienes no realizables (tasados por Negrín en unos 40 millones de dólares de la época, pero que otros elevaban a 300 millones) fueron embarcados en el Vita el mismo día del reconocimiento de Franco por parte del Reino Unido y Francia. Fue de Méndez Aspe la idea de trasladarlos a México. Su venta durante la Guerra Mundial dio entre ocho y diez millones de dólares. Negrín tuvo menos de diez millones de dólares para las necesidades de los refugiados en Francia, enviar suministros a la zona Centro en febrero y marzo y contratar buques para la evacuación. Según afirmaba el propio Negrín, su propósito respecto al Vita era reservarlo para la restauración de las futuras instituciones republicanas ("deseamos que no se toquen y que queden reservados para cuando volvamos a España").
Méndez Aspe fue el responsable de convencer a Negrín de que siguiese actuando como cabeza del gobierno republicano, desconociendo la resolución de la Diputación Permanente de las Cortes (6 de marzo), para de esta forma, recuperar fondos para la ayuda a los refugiados y las futuras instituciones españolas.

### El exilio
Tras el fin de la Guerra, Negrín creó el Servicio de Evacuación de Refugiados Españoles con el fin de auxiliar a los refugidados y fletar buques con rumbo a América. Méndez Aspe fue el hombre fuerte dentro del SERE, controlando por completo las "finanzas" del exilio oslayando la autoridad de su presidente, Pablo de Azcárate -que ya había presentado por primera vez su dimisión al constituirse la JARE-, y su director, Bibiano Fernández Osorio y Tafall, los cuales acabaron presentando su dimisión en octubre de 1939, tras lo cual el puesto de presidente se suprimió. En el caso de Osorio y Tafall su dimisión tuvo también dimensión política de diferencias con Negrín, puesto que no volvió a participar en actividades políticas. No así en el caso de Azcárate. Méndez Aspe se encargó de la reorganización del servicio.
Como parte de las actividades emprendidas por el SERE, en mayo de 1939, Méndez Aspe y Negrín se encontraban en México para recibir al primer embarque colectivo financiado por el SERE y esclarecer el estado de los bienes existentes en dicho país. Entre septiembre y octubre, tanto Azcarate como Aspe fueron confinados por las autoridades francesas (Aspe en Lot y Garona), prueba de la beligeracia del ministerio de Justicia francés contra el SERE, debido a las presiones franquistas y al afán anticomunista del gobierno francés en guerra. Por ello, se impuso la opción de liquidación del SERE en Francia. La policía francesa intervino las oficinas del SERE y los domicilios particulares de sus directivos. Méndez Aspe aún fue citado por la polícía francesa en mayo. Pilar Lubián, secretaria y amante de Méndez Aspe, siguió, junto con Mariano Ansó, las operaciones del SERE en Marsella tras la capitulación francesa en junio de 1940. A petición de las autoridades españolas, sufrió persecución y estuvo a punto de ser extraditada, siendo finalmente detenida en Marsella por los alemanes y deportada al campo de concentración de Ravensbrück en 1944.
Poco antes del armisticio, el 8 de junio, Aspe huyó de Francia al Reino Unido, desde el puerto de Burdeos, en compañía de Negrín y otros miembros de su círculo, así como de otros dirigentes republicanos ayudados por Negrín, como Casares Quiroga. En el Reino Unido, Méndez Aspe participó en las actividades del Hogar Español, un centro de actividades del exilio español en Londres creado y financiado por Negrín, en cuyo boletín, Españoles publicó algunos artículos. Permaneció vinculado al Hogar Español hasta 1942, cuando los negrinistas lo abandonaron, al haber caído bajo el control de los comunistas españoles. Fue también uno de los promotores, junto con Casares Quiroga, de la Coalición Republicana Española, una organización del exilio creada en el Reino Unido en 1942 que defendía la República española y sus instituciones, sin abandonar su colaboración con Negrín.
Cesó como ministro de Hacienda en la reunión de las Cortes republicanas en México en las que Negrín presentó su renuncia como presidente del Consejo. En noviembre de 1945, el gobierno Giral reclamó del SERE y de la JARE la rendición de cuentas acerca de la gestión y la financiación del exilio tras el fin de la guerra civil. Negrín se negó a ello, aduciendo que se trataba de un procedimiento irregular (en todo caso tendría que rendir cuentas al Parlamento y no al gobierno) y que no podría hacerlo hasta que se conociesen con exactitud los fondos sustraídos a su control por la Diputación Permanente y por la JARE. Méndez Aspe también se negó a dar cuentas de su gestión e informar al nuevo gobierno en el exilio de la localización y destino de los bienes incautados sin permiso de Negrín. Su desempeño al frente del Ministerio de Hacienda fue calificado, como el de Negrín, como "opaco".
Tras su estancia en el Reino Unido pasó a Hispanoamérica.

## Familia
Su hijo Carlos Méndez Domínguez (nacido en Madrid en 1926) fue un distinguido farmacólogo, el cual desarrolló su carrera en el exilio mexicano.
| Predecesor: Juan Negrín López | Ministro de Hacienda y Economía de la República Española 5 de abril de 1938 - 17 de agosto de 1945 | Sucesor: Augusto Barcia Trelles |